# U.S. Route 72
La U.S. Route 72 è una strada statunitense a carattere nazionale che corre da est ad ovest per 542 km (337 mi) dal Tennessee sud-orientale attraverso l'Alabama settentrionale ed il Mississippi settentrionale fino al Tennessee sud-occidentale.
Il termine orientale dell'autostrada è a Chattanooga (TN); il suo termine occidentale è a Memphis (TN). È l'unica strada statunitense che ha entrambi i termini nello stesso stato, sebbene ne attraversi altri due diversi.